# 阿默斯特 (新罕布什爾州普查規定居民點)
阿默斯特（英語：Amherst）是位於美國新罕布什爾州希爾斯波羅縣的普查規定居民點。

## 人口
根據2020年美國人口普查的數據，阿默斯特的面積為1.88平方千米，皆為陸地。當地共有人口697人，而人口密度為每平方千米370.74人。